# Aixart d'en Pi
L'Aixart o Eixart d'en Pi és un paratge del Massís del Montgrí a l'est de la Torre Ferrana i del còrrec de Coma Llobera i al vessant oest de la Muntanya Gran prop del Puig de la Palma. Geològicament queda a cavall entre els afloraments de sorres de l'Holocè de les Dunes de Torroella i materials calcaris de l'Albià/Cenomanià propis del Montgrí.